# Tätige Reue
Die tätige Reue ist ein persönlicher Strafaufhebungs- oder Strafmilderungsgrund im deutschen Strafrecht.

## Bedeutung und Abgrenzung
Gem. § 24 StGB wird wegen Versuchs nicht bestraft, wer freiwillig die weitere Ausführung der Tat aufgibt oder deren Vollendung verhindert. Der Rücktritt vom Versuch ist ein obligatorischer Strafaufhebungsgrund. Die im Allgemeinen Teil des Strafgesetzbuch enthaltene Regelung ist auf alle Tatbestände des Besonderen Teils anwendbar, deren Versuch strafbar ist (§ 22, § 23 Abs. 1 StGB). Bei einem unbeendeten Versuch genügt ein bloßes Aufgeben der weiteren Tatausführung und Nichtweiterhandeln, um die strafbefreiende Wirkung des Rücktritts zu erlangen.
Dagegen sind die Voraussetzungen der tätigen Reue nicht einheitlich geregelt, sondern den jeweiligen Tatbeständen im Besonderen Teil zu entnehmen. In den meisten Fällen muss der Täter durch freiwillige Handlungen (aktives Tun) die Vollendung der Tat verhindern. Bei einigen Delikten ist eine tätige Reue ausnahmsweise noch nach der Tatvollendung möglich, worin ihre besondere Bedeutung liegt. Die einzelnen Anforderungen hat die Rechtsprechung konkretisiert. Die tätige Reue führt nicht notwendig zur Strafaufhebung, das Gericht kann in manchen Fällen nur die Strafe nach seinem Ermessen mildern (§ 49 Abs. 2 StGB) oder von Strafe absehen (vgl. § 306e Abs. 1, Abs. 2 StGB).
Das Verhalten des Täters nach der Tat, besonders sein Bemühen, den Schaden wiedergutzumachen, sowie das Bemühen des Täters, einen Ausgleich mit dem Verletzten zu erreichen, sind dagegen Kriterien für die Strafzumessung (§ 46 Abs. 2 StGB). Das  Fehlen von Einsicht und Reue kann strafschärfend wirken, wenn es Schlüsse  auf das Maß der persönlichen Schuld des Täters zulässt.

## Tätige Reue bei vollendetem Delikt

### Kriminalpolitische Rechtfertigung
Die Wechselbeziehung zwischen tätiger Reue und strafrechtlicher Verantwortlichkeit geht auf das römische Recht zurück. Zu den Straftaten, bei denen die tätige Reue zugelassen war, zählten beispielsweise Diebstahl, Verbrechen gegen den Herrschenden, Münzenfälschung und Korruption. Das Rechtsinstitut der tätigen Reue erfuhr eine bedeutende Entwicklung im 16. Jahrhundert. In dieser Zeit wurde zwischen zwei Formen der tätigen Reue unterschieden, d. h. vor und nach Begehung der verbotenen Tat. Anselm Feuerbach stellte fest, dass wenn der Staat eine schon begangene verbotene Tat nicht straflos bereuen lasse, er gewissermaßen zur Begehung des Verbrechens zwinge. Die tätige Reue annulliert zwar nicht die Straftatbegehung, baut dem Täter aber – wie der strafbefreiende Rücktritt vom Versuch – nach Franz von Liszt eine „goldene Brücke“ zurück in die Legalität. Der Gesetzgeber will damit erreichen, dass der Täter die Folgen der Rechtsgutsverletzung neutralisiert oder vermindert oder die Tatbegehung oder Herbeiführung der negativen Folgen verhindert.

### Einzelne Delikte
Delikte, die bei tätiger Reue dem Täter Strafmilderungen oder -aufhebungen in Aussicht stellen, sind insbesondere bestimmte Unternehmens- und Gefährdungsdelikte (§ 83a, § 87 Abs. 3, § 98 Abs. 2, § 129 Abs. 6 StGB), die Vorbereitung der Fälschung von Geld und Wertzeichen (§ 149 Abs. 3 StGB) oder Aussagedelikte, bei denen es keine Strafbarkeit des Versuchs und damit auch keinen strafbefreienden Rücktritt vom Versuch gibt (§ 158 StGB), aber auch gemeingefährliche Delikte (vgl. § 306e, § 314a, § 320 StGB) sowie gewisse Amtsdelikte (§ 330b StGB).
Auch beim erpresserischen Menschenraub (§ 239a Abs. 4 StGB), bei strafbaren Absprachen im Wettbewerb (§ 298 Abs. 3 StGB), bei der Geldwäsche (§ 261 Abs. 8 StGB), beim Subventionsbetrug (§ 264 Abs. 6 StGB), und beim Kreditbetrug (§ 265b Abs. 2 StGB) sind besondere Strafaufhebungsgründe für tätige Reue vorgesehen.
Für bestimmte Staatsschutzdelikte – auch solche, für die im StGB keine Strafmilderung oder -aufhebung wegen tätiger Reue vorgesehen ist – sieht § 153e StPO die Einstellung des Strafverfahrens durch den Generalbundesanwalt vor, wenn der Täter nach der Tat dazu beigetragen hat, eine Gefahr für den Bestand oder die Sicherheit der Bundesrepublik Deutschland oder die verfassungsmäßige Ordnung abzuwenden oder er sein mit ihr zusammenhängendes Wissen über Bestrebungen des Hochverrats, der Gefährdung des demokratischen Rechtsstaates oder des Landesverrats und der Gefährdung der äußeren Sicherheit einer Dienststelle offenbart hat.

## Strafgesetzbuch der DDR
Nach § 25 Ziff. 1 StGB-DDR war auch bei vollendetem Delikt von Maßnahmen der strafrechtlichen Verantwortlichkeit gem. § 23 StGB-DDR abzusehen, wenn der Täter durch ernsthafte, der Schwere der Straftat entsprechende Anstrengungen zur Beseitigung und Wiedergutmachung ihrer schädlichen Auswirkungen oder durch andere positive Leistungen bewies, dass er grundlegende Schlussfolgerungen für ein verantwortungsbewusstes Verhalten gezogen hat und deshalb zu erwarten war, dass er die sozialistische Gesetzlichkeit einhalten werde. Dieses Prinzip wurde konkretisiert durch § 21 Abs. 5 StGB-DDR, wonach von Maßnahmen der strafrechtlichen Verantwortlichkeit abzusehen war, wenn der Täter freiwillig und endgültig von der Vollendung der Tat Abstand nahm. Der Täter musste den tatbestandliche Erfolg durch eigene Handlungen freiwillig abwenden, konnte sich dazu aber auch der Hilfe anderer bedienen. Das Absehen von Strafe galt auch, wenn im Falle des Versuchs der Täter den Eintritt der Folgen freiwillig abwendete. Weitere Bemühungen des Täters zur Wiedergutmachung waren darüber hinaus nicht erforderlich.
Im Besonderen Teil enthielt § 189 StGB-DDR entsprechende Regelungen für die tätige Reue nach Brandstiftung. Dafür musste der Täter aus eigenem Entschluss den Brand löschen, bevor ein weiterer als der durch die bloße Inbrandsetzung verursachte Schaden entstanden war.